# Chirimoya Vieja
Chirimoya Vieja är en ort i Mexiko.   Den ligger i kommunen San Felipe och delstaten Guanajuato, i den centrala delen av landet, 300 km nordväst om huvudstaden Mexico City. Chirimoya Vieja ligger 1 911 meter över havet och antalet invånare är 961.
Terrängen runt Chirimoya Vieja är kuperad söderut, men norrut är den platt. Runt Chirimoya Vieja är det ganska glesbefolkat, med 31 invånare per kvadratkilometer. Närmaste större samhälle är San Felipe, 15,0 km sydväst om Chirimoya Vieja. Trakten runt Chirimoya Vieja består till största delen av jordbruksmark.